# Cucullia magnifica
Cucullia magnifica is een vlinder uit de familie uilen (Noctuidae). De wetenschappelijke naam is voor het eerst geldig gepubliceerd in 1839 door  Freyer.
De soort komt voor in Europa.